# Upír Nosferatu (film, 1979)
Upír Nosferatu, též Nosferatu – Fantom noci, (v německém originále Nosferatu: Phantom der Nacht) je hororový film Wernera Herzoga z roku 1979. Jde o přepracování klasického němého snímku Upír Nosferatu režiséra Friedricha Wilhelma Murnaua z roku 1922. Taktéž jde o adaptaci románu Drákula spisovatele Brama Stokera. Do hlavních rolí byli obsazeni Klaus Kinski, Bruno Ganz a Isabelle Adjaninová. Pro potřeby širší distribuce byl Nosferatu - Fantom noci natočen v anglickém i německém znění. Existují tedy dvě jazykové verze snímku.
Snímek měl premiéru 10. února 1979 na filmovém festivalu ve švédském Göteborgu. Dále byl uveden na 29. ročníku mezinárodního filmového festivalu Berlinale. V Česku se snímek promítal v kinech v roce 2009 v rámci Projektu 100. Film byl v době uvedení přijat jak diváky, tak kritikou. Dosáhl rovněž i komerčního úspěchu.

## Děj
Příběh se odehrává na konci 19. století. Hlavním hrdinou je realitní agent Jonathan Harker z německého Wismaru. Jeho nadřízený, Renfield, ho informuje, že jistý hrabě Drákula má v plánu koupit ve městě nemovitost. Jonathan se musí vydat do vzdálené Transylvánie, aby s hrabětem uzavřel smlouvu. Opouští svou ženu Lucy a vydává se na čtyřtýdenní cestu. Když doputuje k průsmyku Borgo, rozhodne se přenocovat v jedné z přilehlých vesnic. Místní ho před Drákulou varují. Jonathan se přesto vydává na jeho sídlo a s hrabětem se setká. Postupně si však začíná uvědomovat, že varování bylo na místě. Když pochopí, že je hrabě upír, je už příliš pozdě. Drákula ukrytý v černé rakvi odjíždí pryč. Jonathana nechává na hradě uvězněného. Hrabě Drákula se dostává na loď plující do Wismaru. Během plavby postupně pozabíjí celou posádku a loď do cíle nakonec dorazí bez zjevných známek života. Na palubě jsou jen krysy, které postupně zaplaví celé město. Jeho obyvatelé usoudí, že posádka lodi zemřela na mor. S vědomím, že se nemoc nyní rozšíří do celého města, začínají všichni panikařit. Jonathan se konečně dostává domů. Zdá se však, že nepoznává svou vlastní ženu. Tu v noci navštíví Drákula, který po ní touží. Lucy ho však zažene. Zároveň si uvědomí, že za zkázou města nestojí mor, ale právě hrabě. Když ji Drákula znovu navštíví, rozhodne se ho zdržet až do úsvitu. Stojí ji to sice život, ale její plán se vydaří. Sluneční paprsky Drákulu ochromí. Doktor Van Helsing potom Drákulovi probodne srdce kůlem, čímž ho nadobro zneškodní. Paradoxně je však doktor vzápětí obviněn z vraždy a je odveden do vězení. Jonathan, který se mezitím stal upírem, ujíždí pryč na koni.

## Lokace
Werner Herzog chtěl původně natáčet v Rumunsku, aby mohl zachytit skutečnou Transylvánii. Kvůli obtížím při získávání povolení se ale rozhodl točit v tehdejším Československu. Natáčelo se ve Vysokých Tatrách, Nedvědici pod Pernštejnem, na hradě Pernštejn a v Telči. Zde současně probíhala produkce Herzogova dalšího filmu Woyzeck. Scény odehrávající se ve městě Wismar se natáčely v Nizozemském Delftu. V Mexiku byly natočeny úvodní záběry filmu s mumiemi, které byly vypůjčeny z muzea ve městě Guanajuato.

## Hudba
Ve filmu je použita hudba západoněmecké new-age kapely Popol Vuh, která s Wernerem Herzogem na několika projektech již spolupracovala. V soundtracku filmu se objevují skladby z alba Brüder des Schattens – Söhne des Lichts. Ve filmu dále můžeme slyšet předehru opery Zlato rýna od Richarda Wagnera, část Svatocecilské mše Charlese Gounoda či gruzínskou lidovou píseň Tsintskaro.

## Styl
Nosferatu – Fantom noci je daleko více přepracováním Murnauova Upíra Nosferatu nežli věrnou adaptací románu Drákula, který v řadě aspektů spíše popírá. Werner Herzog se snažil hraběte vyobrazit tak, aby v divácích vzbuzoval spíše lítost nežli strach. Klaus Kinski byl přitom nalíčen ve velmi podobném duchu, jako byl nalíčen Max Schreck, který ztvárnil Drákulu v původním němém filmovém zpracování. Nosferatu – Fantom noci odkazuje na tento film i svým stylem, v rámci kterého jsou uplatněny klasické postupy expresionistických filmů, jako je stylizované herectví, jednoduché svícení a práce se stíny, výrazné líčení očí černou barvou, statická kamera a lineární střihová skladba.

## Obsazení
Do role hraběte Drákuly obsadil Werner Herzog svého dvorního herce Klause Kinského. S Kinským spolupracoval celkem na pěti filmech. Postavu Jonathana Harkera ztvárnil Bruno Ganz a v roli Lucy Harkerové se objevuje Isabelle Adjaniová. Francouzský výtvarník a spisovatel Roland Topor byl obsazen do role Renfielda.
| Klaus Kinski             | Hrabě Drákula     |
| Isabelle Adjaniová       | Lucy Harker       |
| Bruno Ganz               | Jonathan Harker   |
| Roland Topor             | Renfield          |
| Walter Ladengast         | Dr. Van Helsing   |
| Dan van Husen            | Warden            |
| Jan Groth                | lodivod           |
| Carsten Bodinus          | Schrader          |
| Martje Grohmann          | Mina              |
| Rijk de Gooyer           | úředník           |
| Clemens Scheitz          | úředník           |
| Lo van Hensbergen        | asistent lodivoda |
| John Leddy               | kočí              |
| Margiet van Hartingsveld | žena              |
| Tim Beekman              | nosič rakví       |
| Jacques Dufilho          | kapitán           |